# Tragopogon minor
 Tragopogon minor  Mill., 1768  è una specie di pianta angiosperma dicotiledone della famiglia delle Asteraceae.

## Etimologia
Da Dioscoride  sappiamo che il nome della pianta (e quindi del genere) deriva dal greco τραγος (tragos = caprone) e πὠγων (pogon = barba) per la somiglianza delle setole del pappo con la barba di un caprone. Il nome volgare più comune e antico (Barba di becco) sembra derivi da una dizione longobarda (bikk=becco). L'epiteto specifico (minor) è relativo alle minori dimensioni della corolla.
Il nome scientifico della specie è stato definito per la prima volta dal botanico Philip Miller (1691-1771) nella pubblicazione " Gardeners Dictionary, Edition 8. London" ( Gard. Dict., ed. 8. n. 2 ) del 1768.

## Descrizione
Habitus. La forma biologica è emicriptofita scaposa (H scap), ossia in generale sono piante erbacee, a ciclo biologico perenne, con gemme svernanti al livello del suolo e protette dalla lettiera o dalla neve e sono dotate di un asse fiorale eretto e spesso privo di foglie. Ma a volte può presentare caratteristiche tipiche delle terofite (quindi pur essendo annuali superano l'inverno sotto forma di seme). Barba di becco ha un ciclo anche biennale; questo vuol dire che il primo anno sviluppa una rosetta di foglie basali; mentre il secondo anno produce lo scapo fiorale. Gli organi interni di queste piante contengono lattoni sesquiterpenici.
Fusto. Il fusto è solo di tipo epigeo (quello ipogeo è assente) ed è eretto, poco ramoso e glabro o con scarso tomento. La sezione si presenta cava (fusto fistoloso) e striata. In genere è ingrossato ai nodi. La radice è verticale ingrossata (1 cm di diametro) o lievemente obliqua del tipo a fittone. La sezione massima è di 1 cm. Queste piante possono raggiungere una altezza massima di 3 - 8 dm.
Foglie. Le foglie sono lineari - strette, molto lanceolate e acuminate (dimensione da 5 a 20 cm - larghezza 4 cm) a margine intero o lievemente ondulato. Sono inoltre sessili con base amplessicaule allargata (10–15 mm). A volte sono arricciate. Nella zona centrale (mediana), longitudinalmente, presentano una nervatura molto marcata.
Infiorescenza. L'infiorescenza ha pochi capolini (per lo più sono solitari) di diametro 3–6 cm fissati all'apice di un sottile peduncolo. L'involucro è cilindrico con un diametro di circa 1 cm ed è formato da una serie di 7-8 squame (brattee) lineari e acuminate. Dopo la fioritura le brattee si ripiegano all'ingiù. Il ricettacolo è nudo, ossia è privo di pagliette a protezione della base dei fiori; è liscio, glabro e a forma convessa. Dimensione delle brattee: larghezza 3 mm; lunghezza 18 – 25 mm. Diametro dell'infiorescenza: 30 – 40 mm.
Fiori. I fiori sono tetra-ciclici (ossia sono presenti 4 verticilli: calice – corolla – androceo – gineceo) e pentameri (ogni verticillo ha in genere 5 elementi). I fiori sono inoltre ermafroditi e zigomorfi.
- Formula fiorale:

*/x K {\displaystyle \infty }, [C (5), A (5)], G 2 (infero), achenio
- Calice: i sepali del calice sono ridotti ad una coroncina di squame.
- Corolla: le corolle sono formate da una ligula terminante con 5 denti; il colore è giallo intenso; la superficie può essere sia pubescente che glabra; le ligule in genere sono incurvate all'esterno (disposizione radiale) e sono meno lunghe dell'involucro (raggiungono solamente la metà delle brattee dell'involucro).
- Androceo: gli stami sono 5 con filamenti liberi e distinti, mentre le antere sono saldate in un manicotto (o tubo) circondante lo stilo.[13] Le antere, gialle, sono caudate e alla base sono acute. Il polline è tricolporato (con due lacune), è echinato (con punte) e anche "lophato" (la parte più esterna dell'esina è sollevata a forma di creste e depressioni).[14]
- Gineceo: lo stilo è filiforme. Gli stigmi dello stilo sono due divergenti, ottusi e gracili con la superficie stigmatica posizionata internamente (vicino alla base).[15] L'ovario è infero uniloculare formato da 2 carpelli.
- Fioritura: il periodo di fioritura va da maggio a settembre, a seconda delle stazioni che possono andare dal piano ai monti (impollinazione tramite api e insetti di vario tipo come mosche).

Frutti. I frutti sono degli acheni grigiastri, fusiformi risultanti dalla metamorfosi del tubo calicino nelle fasi della maturazione fiorale. I frutti, lunghi quanto l'ovario,  hanno un becco lungo con un pappo molto piumoso (delle barbe laterali patenti intrecciate ad ombrello - una trentina circa) di colore bianco. Dimensione dell'achenio: 15 – 20 mm.

## Biologia
- Impollinazione: l'impollinazione avviene tramite insetti (impollinazione entomogama tramite farfalle diurne e notturne).
- Riproduzione: la fecondazione avviene fondamentalmente tramite l'impollinazione dei fiori (vedi sopra).
- Dispersione: i semi (gli acheni) cadendo a terra sono successivamente dispersi soprattutto da insetti tipo formiche (disseminazione mirmecoria). In questo tipo di piante avviene anche un altro tipo di dispersione: zoocoria. Infatti gli uncini delle brattee dell'involucro si agganciano ai peli degli animali di passaggio disperdendo così anche su lunghe distanze i semi della pianta.

## Distribuzione e habitat

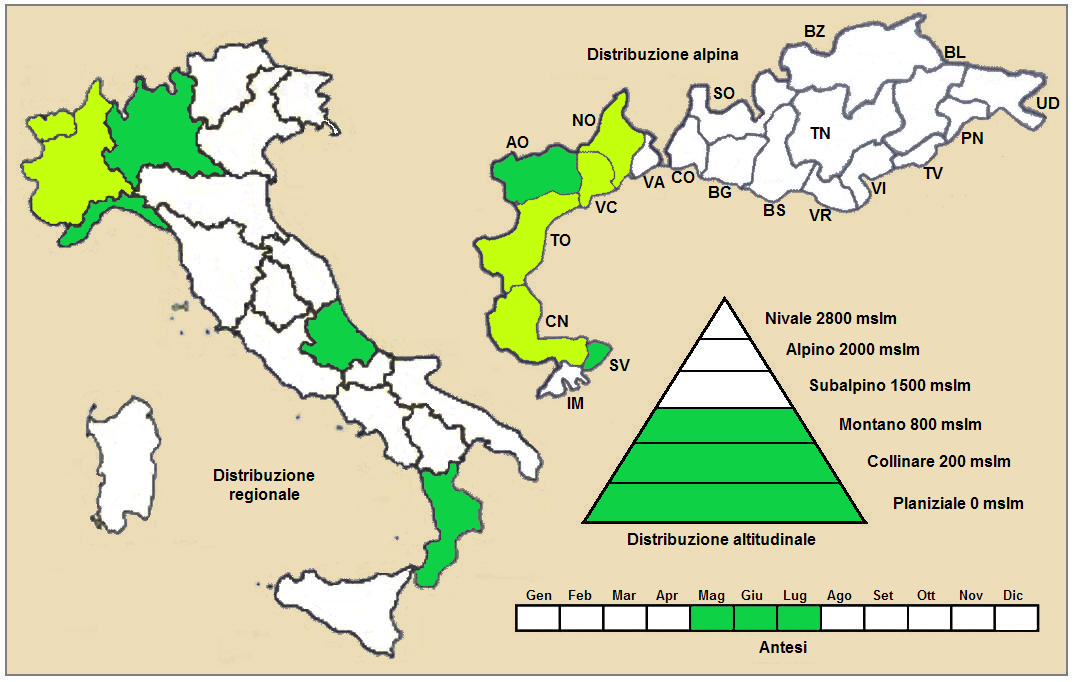
Distribuzione della pianta (Distribuzione regionale – Distribuzione alpina)

- Geoelemento: il tipo corologico (area di origine) è Europeo.
- Distribuzione: questa specie si trova solamente in Europa occidentale e del nord. In Italia è rara ed ha una distribuzione discontinua su tutto il territorio. Nelle Alpi si trova a occidente.[2][17]
- Habitat: l'habitat tipico per questa pianta sono i prati e pascoli mesofili. Il substrato preferito è calcareo ma anche siliceo con pH neutro, medi valori nutrizionali del terreno che deve essere secco.[17]
- Distribuzione altitudinale: sui rilievi queste piante si possono trovare fino a 1.000 m s.l.m. (raramente fino a 1.800 m s.l.m.); frequentano quindi i seguenti piani vegetazionali: collinare e montano (oltre a quello planiziale – a livello del mare).

### Fitosociologia
Dal punto di vista fitosociologico alpino Tragopogon minor appartiene alla seguente comunità vegetale:
Formazione: delle comunità delle macro- e megaforbie terrestri
Classe: Molinio-Arrhenatheretea
Ordine: Arrhenatheretalia elatioris

## Tassonomia
La famiglia di appartenenza di questa voce (Asteraceae o Compositae, nomen conservandum) probabilmente originaria del Sud America, è la più numerosa del mondo vegetale, comprende oltre 23.000 specie distribuite su 1.535 generi, oppure 22.750 specie e 1.530 generi secondo altre fonti (una delle checklist più aggiornata elenca fino a 1.679 generi). La famiglia attualmente (2021) è divisa in 16 sottofamiglie.
Nella "Flora d'Italia" di Sandro Pignatti questa entità è trattata come sottospecie minor (Mill.) Hartm. della specie Tragopogon pratensis.

### Filogenesi
Il genere della specie di questa voce appartiene alla sottotribù Scorzonerinae della tribù Cichorieae (unica tribù della sottofamiglia Cichorioideae). In base ai dati filogenetici la sottofamiglia Cichorioideae è il terz'ultimo gruppo che si è separato dal nucleo delle Asteraceae (gli ultimi due sono Corymbioideae e Asteroideae). La sottotribù Scorzonerinae è il secondo clade che si è separato dalla tribù.
All'interno della sottotribù sono stati individuati diversi cladi, alcuni in posizione politomica. Il genere di questa voce, da un punto di vista filogenetico, si trova in una posizione centrale e con il genere Geropogon forma un "gruppo fratello" (differiscono soprattutto per gli acheni e il pappo). Il genere Tragopogon come è descritto attualmente è monofiletico.
I caratteri distintivi per la specie di questa voce sono:
- alla fioritura la corolla è metà dell'involucro;
- il diametro dell'infiorescenza è di 30 - 40 mm;
- la superficie delle piante è in genere glabra;
- la lunghezza del becco dell'achenio è minore dell'achenio stesso;
- i fusti sono poco o per nulla ingrossati sotto il capolino:
- le corolle dei fiori sono completamente gialle.

Il numero cromosomico della specie è: 2n = 12.

### Specie simili
Secondo la divisione fatta da Pignatti questa specie, nell'ambito del genere, fa parte del gruppo a fiori completamente gialli. In questo gruppo sono comprese alcune specie che si distinguono per i seguenti caratteri:
- Tragopogon pratensis L. - Barba di becco dei prati: la base delle foglie è allargata; le squame dell'involucro sono 7 -8.
- Tragopogon minor Mill. - Barba di becco minore: alla fioritura la corolla è a metà delle brattee; il diametro dell'infiorescenza è di 30 - 40 mm.
- Tragopogon orientalis L. - Barba di becco orientale: alla fioritura la corolla sporge di 2 - 5 mm oltre le brattee; il diametro dell'infiorescenza è di 40 - 50 mm.
- Tragopogon samaritani Heldr. & Sart. - Barba di becco di Smaritani:  le foglie non sono allargate alla base; le squame dell'involucro sono 6 - 7.
- Tragopogon tommasinii Schultz-Bip. - Barba di becco di Tommasini: la superficie delle piante è fioccosa; il becco dell'achenio è lungo due volte l'achenio stesso.
- Tragopogon dubius Scop. - Barba di becco a tromba: i fusti hanno un ingrossamento di oltre 10 mm sotto il capolino.